# René Simões
René Rodrigues Simões (Rio de Janeiro, 17 dicembre 1952) è un allenatore di calcio brasiliano, tecnico dello Zinzane.

## Carriera

### Gli inizi
Dopo aver iniziato la carriera di calciatore ed aver militato nei settori giovanili di São Cristóvão, Flamengo e Bonsucesso, decise di intraprendere la carriera di allenatore conseguendo una laurea in educazione fisica. Nel 1976 allenò il Vasco da Gama, iniziando così una precoce carriera in Brasile, per poi trasferirsi negli Emirati Arabi Uniti, alla guida dell'Al-Qadsia, che allenò fino al 1985. Nello stesso anno tornò in patria allenò il Mesquita nello Stato di Rio de Janeiro e la Portuguesa nello stato di San Paolo.

### L'esperienza con il Brasile Under-20
Nel 1988 fu chiamato alla guida del Brasile under 20 in vista del Campionato sudamericano di calcio Under-20 1988; vinto il torneo, la squadra si qualificò al Campionato mondiale di calcio Under-20 1989, concluso al terzo posto.

### Tra Brasile e Qatar
Nel 1989 tornò ad allenare le squadre di club, prima il Bahia e successivamente l'Al-Rayyan in Qatar, con cui vinse il campionato qatariota di calcio e la Coppa del Qatar nel 1990; nel 1991 tornò in Brasile, allenando il Ponte Preta per una stagione, prima di tornare nuovamente ad allenare in Qatar. Questa volta però non vinse titoli né con l'Al-Rayyan né con l'Al-Arabi.

### La nazionale giamaicana
Nel 1994 fu chiamato dalla federazione calcistica della Giamaica per guidare la nazionale sia alla CONCACAF Gold Cup 1998 che alla qualificazione per il campionato del mondo 1998, che si sarebbe tenuto in Francia. Ottenuta la qualificazione al mondiale, la nazionale giamaicana fu la sorpresa della Gold Cup precedendo il Brasile nel girone, perdendo 1-0 con gli Stati Uniti padroni di casa e finendo al quarto posto, sconfitta un gol di Romário nella finalina. Giunti a Francia 1998 come cenerentola del torneo, la Giamaica perse il match inaugurale contro la Croazia, subì cinque reti dall'Argentina e, già eliminata, vinse il primo match della sua storia ai mondiali contro il Giappone, grazie alla doppietta di Theodore Whitmore. Nel 2000 Simões guidò la nazionale durante la Gold Cup, finendo però eliminato con 0 punti e 0 reti segnate; fu così sollevato dall'incarico di commissario tecnico.

### Gli anni 2000
Nel 2000 allenò il Flamengo; nel 2001 provò nuovamente l'avventura alla guida di una nazionale caraibica, stavolta Trinidad e Tobago, e nel 2003 assunse l'incarico di commissario tecnico della nazionale di calcio dell'Honduras; nel 2004 allenò per un altro periodo in Qatar, guidando l'Al Khor. Nel 2004 guidò la Nazionale di calcio femminile del Brasile ad Atene 2004, ottenendo la medaglia d'argento. Dal 2004 al 2006 allenò il Vitória di Bahia, vincendo il Campeonato Baiano nel 2005. Nel 2008 riprese la guida della nazionale di calcio della Giamaica da gennaio a settembre, e dal 2 ottobre è alla guida del Fluminense; nel 2009 ha firmato per il Coritiba. In seguito allena il Portuguesa, la nazionale costaricana e il Ceará.

## Palmarès

### Allenatore

#### Club

##### Competizioni statali
- Campionato Baiano: 1

Bahia: 2005

##### Competizioni nazionali
- Campionato qatariota: 1

Al-Rayyan: 1990
- Coppa del Qatar: 1

Al-Rayyan: 1990
- Campionato brasiliano di seconda divisione: 1

Coritiba: 2007

#### Nazionale
- Campionato sudamericano Under-20: 1

1988
- Argento olimpico: 1

Atene 2004